# 門前仲町駅
門前仲町駅（もんぜんなかちょうえき）は、東京都江東区門前仲町にある、東京地下鉄（東京メトロ）・東京都交通局（都営地下鉄）の駅。
東京メトロの駅は門前仲町一丁目に、都営地下鉄の駅は門前仲町二丁目にある。
東京メトロの東西線と都営地下鉄の大江戸線が乗り入れ、接続駅となっている。駅番号は東西線がT 12、大江戸線がE 15。

## 歴史
- 1967年（昭和42年）9月14日：帝都高速度交通営団（営団地下鉄）東西線の駅が開業。
- 1999年（平成11年）3月：コンコース拡幅、乗換連絡通路新設等の東西線駅改良工事に着手[2]。
- 2000年（平成12年）12月12日：都営地下鉄大江戸線の駅が開業し、乗換駅となる[3]。
- 2001年（平成13年）3月：東西線の駅改良工事が完成。総工費約23億5000万円[2]。
- 2004年（平成16年）4月1日：帝都高速度交通営団（営団地下鉄）民営化に伴い、東西線の駅は東京地下鉄（東京メトロ）に継承される[4]。
- 2007年（平成19年）3月18日：ICカード「PASMO」の利用が可能となる[5]。
- 2014年（平成26年）3月15日：ICカード利用者に対して、他社線の改札内を通過可能にするサービスを開始[6]。
- 2015年（平成27年）6月3日：東西線の駅ホームに発車メロディを導入[7]。
- 2016年（平成28年）1月：東西線2番線ホームを60 m拡幅[8]。エレベーター等の設置を完了[8]。

## 駅構造

### 東京メトロ
中柱のある相対式ホーム2面2線を有する地下駅。
改札口は2か所で、茅場町寄りにエスカレーターと大江戸線への連絡改札口・連絡通路が設置されている。また、エレベーターは4番出口に直結するビルとコンコースを連絡している。東西線の当駅は海抜ゼロメートル地帯に位置し、高潮などの水害対策として駅出入口または通路内に防水扉を設置している。
大江戸線との乗り換え客で2番線ホームの中野寄りが混雑しているため、緩和策として2008年9月28日から停止位置目標を中野寄りに5 m移動させた。さらに、木場寄りの改札口とホームを連絡するエレベーター設置工事と、ホーム中央部分を60 mにわたり拡幅した。

#### のりば
| 番線 | 路線   | 行先                           |
| ---- | ------ | ------------------------------ |
| 1    | 東西線 | 西船橋・津田沼・東葉勝田台方面 |
| 2    | 東西線 | 中野・三鷹方面                 |

（出典：東京メトロ:構内図）

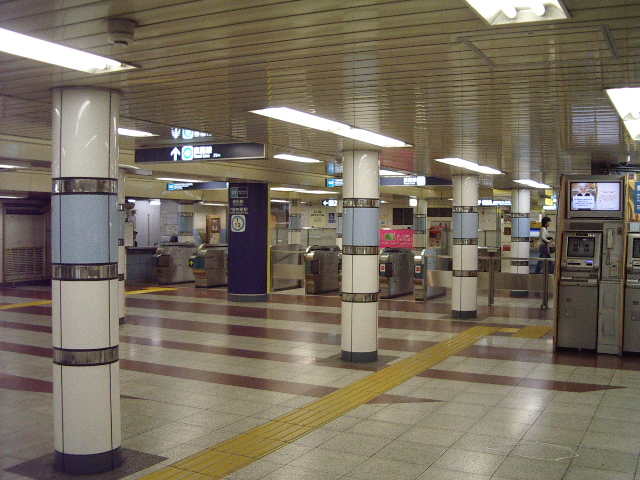
東西線改札口付近
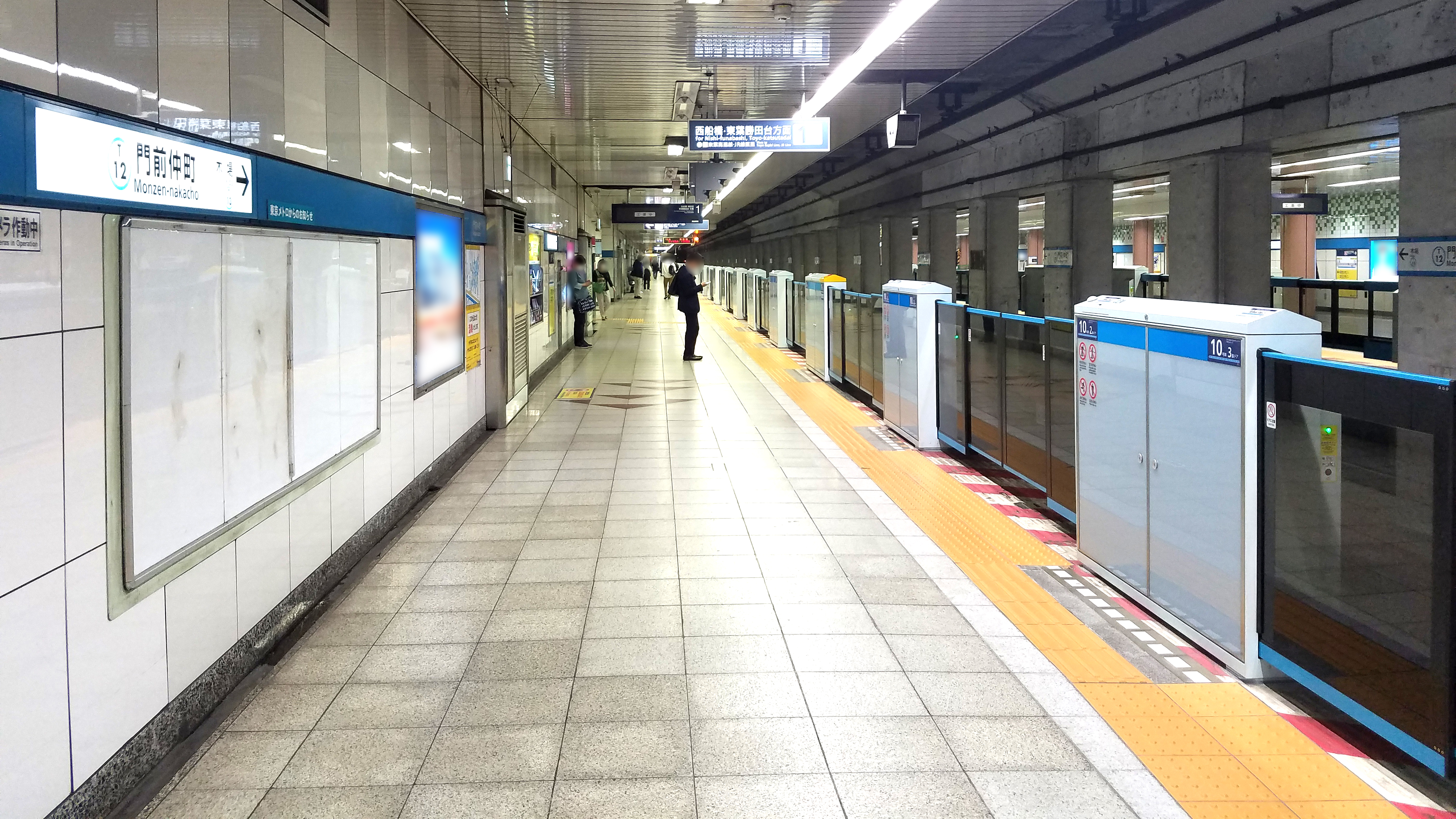
ホーム

#### 発車メロディ
2015年6月3日から向谷実作曲の発車メロディ（発車サイン音）を使用している。
曲は1番線が「A Day in the METRO」、2番線が「Beyond the Metropolis」である（詳細は東京メトロ東西線#発車メロディを参照）。

### 都営地下鉄
島式ホーム1面2線を有する地下駅。
他の大江戸線の駅によく見られるように改札口は1か所のみの設置であるが、東西線の連絡改札が方面別に各1か所ずつある。
門前仲町駅務管区門前仲町駅務区として、勝どき駅 - 蔵前駅間を管理している（蔵前駅は大江戸線側のみ）。傘下に浅草線浅草橋駅 - 押上駅間を管轄する浅草橋駅務区を持つ。なお、大門駅務管理所門前仲町駅務区だった当時は汐留駅 - 森下駅間を管理していた。
定期券発売所・定期券自動券売機設置駅である。
改札階とホームとの間は階段のほかエスカレーター・エレベーターで連絡している。地上とコンコースを連絡するエレベーターは、両国寄りの出口（赤札堂の近く）にある。
トンネルの壁パネルは青と白の2色で、駅名標周囲は江戸文字の角字で「門前仲町」の4字を配置している。

#### のりば
| 番線 | 路線         | 行先             |
| ---- | ------------ | ---------------- |
| 1    | 都営大江戸線 | 両国・春日方面   |
| 2    | 都営大江戸線 | 大門・六本木方面 |

（出典：都営地下鉄:駅構内図）

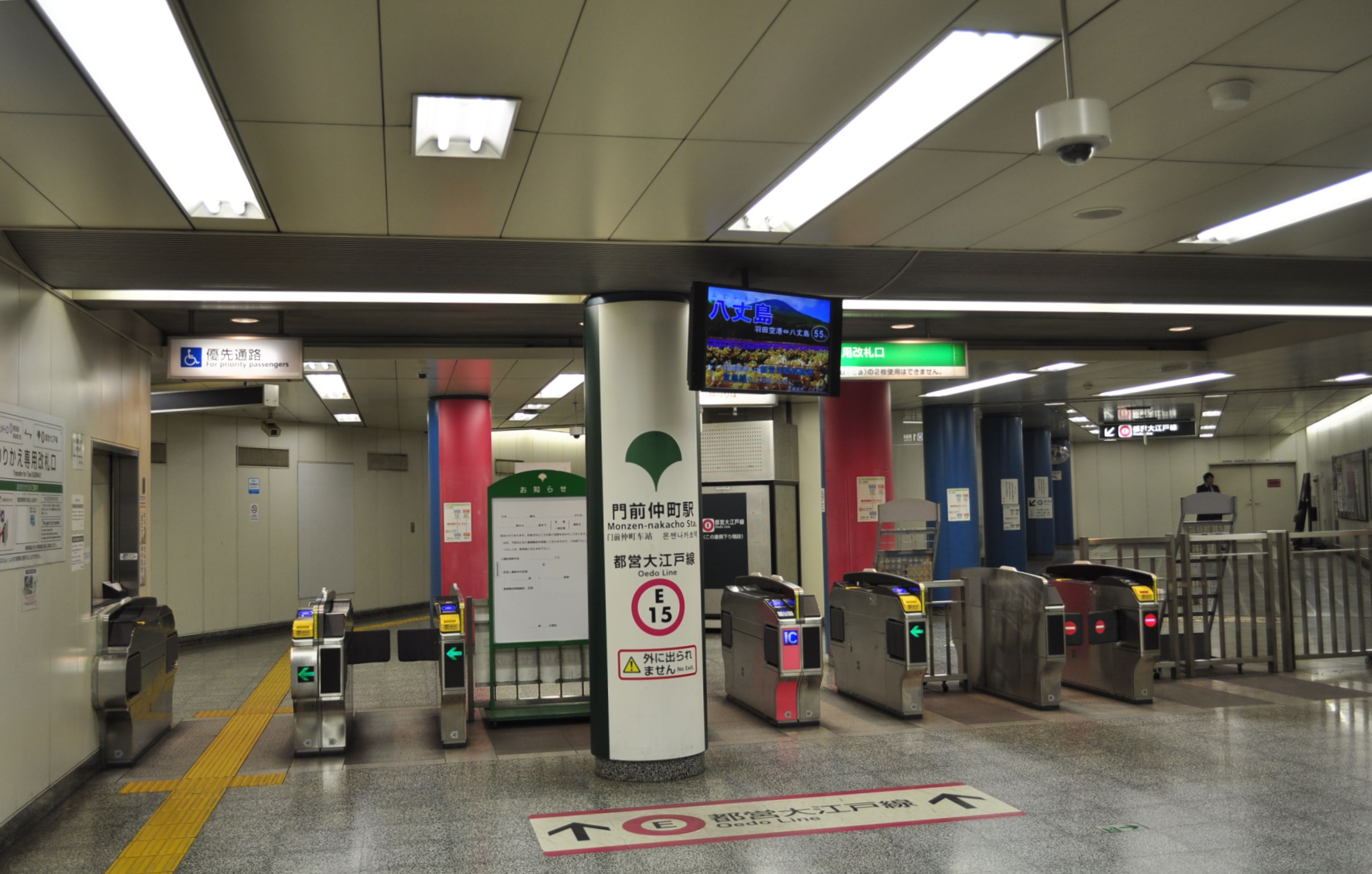
改札口（2018年3月10日）
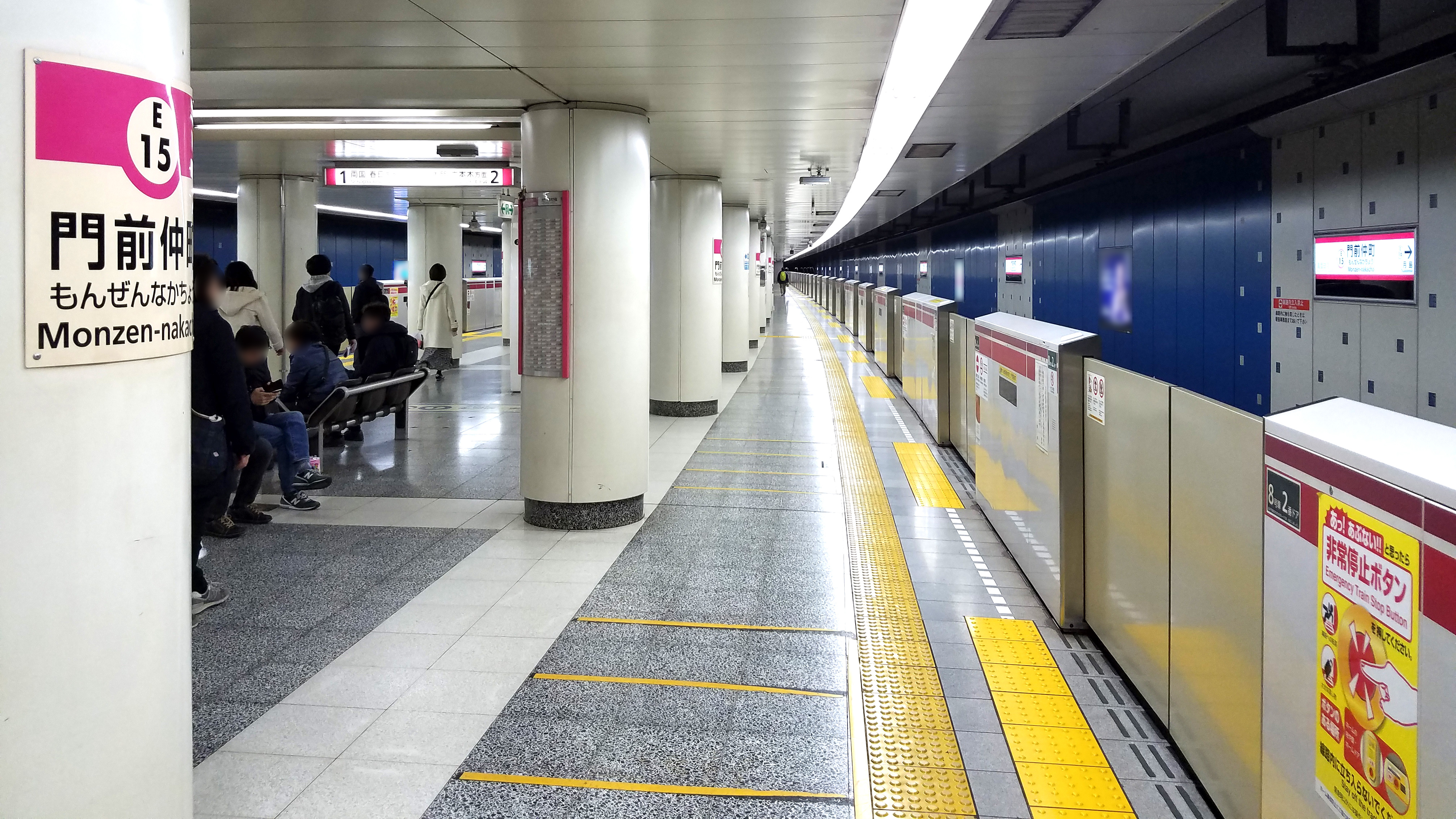
ホーム（2019年12月1日）
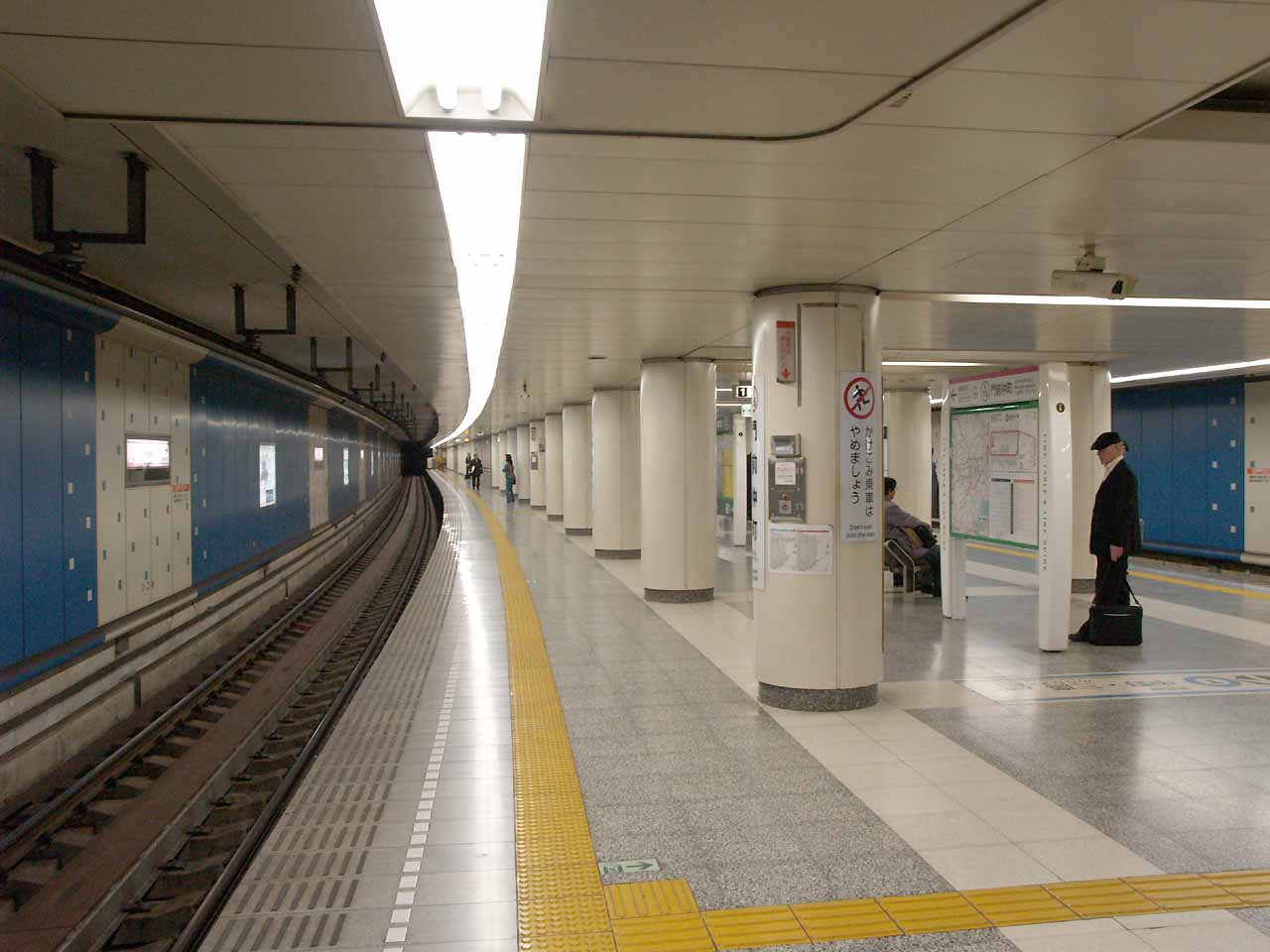
ホームドア設置前のホーム（2008年3月11日）

## 利用状況
- 東京メトロ - 2024年度の1日平均乗降人員は108,733人である[メトロ 1]。
- 都営地下鉄 - 2023年度の1日平均乗降人員は75,746人（乗車人員：37,926人、降車人員：37,820人）である[都交 1]。

### 年度別1日平均乗降人員
近年の1日平均乗降人員の推移は下表の通り。
| 年度               | 営団 / 東京メトロ | 営団 / 東京メトロ | 都営地下鉄       | 都営地下鉄 |
| 年度               | 1日平均 乗降人員  | 増加率            | 1日平均 乗降人員 | 増加率     |
| ------------------ | ----------------- | ----------------- | ---------------- | ---------- |
| 1969年（昭和44年） | 49,230            |                   | 未開業           | 未開業     |
| 2000年（平成12年） | 96,231            |                   |                  |            |
| 2001年（平成13年） | 97,985            | 1.8%              |                  |            |
| 2002年（平成14年） | 99,496            | 1.5%              |                  |            |
| 2003年（平成15年） | 99,533            | 0.0%              | 59,732           | 6.5%       |
| 2004年（平成16年） | 98,286            | −1.3%             | 58,290           | −2.4%      |
| 2005年（平成17年） | 99,196            | 0.9%              | 60,719           | 4.2%       |
| 2006年（平成18年） | 103,372           | 4.2%              | 64,926           | 6.9%       |
| 2007年（平成19年） | 106,733           | 3.3%              | 70,612           | 8.8%       |
| 2008年（平成20年） | 106,578           | −0.1%             | 72,998           | 3.4%       |
| 2009年（平成21年） | 104,586           | −1.9%             | 72,127           | −1.2%      |
| 2010年（平成22年） | 105,082           | 0.5%              | 72,800           | 0.9%       |
| 2011年（平成23年） | 104,200           | −0.8%             | 71,671           | −1.6%      |
| 2012年（平成24年） | 108,065           | 3.7%              | 75,400           | 5.2%       |
| 2013年（平成25年） | 109,613           | 1.4%              | 77,756           | 3.1%       |
| 2014年（平成26年） | 110,958           | 1.2%              | 80,043           | 2.9%       |
| 2015年（平成27年） | 115,822           | 4.4%              | 84,431           | 5.5%       |
| 2016年（平成28年） | 117,697           | 1.6%              | 86,178           | 2.1%       |
| 2017年（平成29年） | 119,245           | 1.3%              | 87,957           | 2.1%       |
| 2018年（平成30年） | 119,005           | −0.2%             | 88,002           | 0.1%       |
| 2019年（令和元年） | 117,845           | −1.0%             | 88,879           | 1.0%       |
| 2020年（令和02年） | 82,005            | −30.4%            | 62,745           | −29.4%     |
| 2021年（令和03年） | 83,052            | 1.3%              | 63,318           | 0.9%       |
| 2022年（令和04年） | 92,275            | 11.1%             | 68,596           | 8.3%       |
| 2023年（令和05年） | 101,848           | 10.4%             | 75,746           | 10.4%      |
| 2024年（令和06年） | 108,733           | 6.8%              |                  |            |

### 年度別1日平均乗車人員（1967年 - 2000年）
| 年度               | 営団   | 都営地下鉄 | 出典              |
| ------------------ | ------ | ---------- | ----------------- |
| 1967年（昭和42年） | 14,719 | 未 開 業   | [ 東京都統計 1 ]  |
| 1968年（昭和43年） | 16,978 | 未 開 業   | [ 東京都統計 2 ]  |
| 1969年（昭和44年） | 24,857 | 未 開 業   | [ 東京都統計 3 ]  |
| 1970年（昭和45年） | 29,510 | 未 開 業   | [ 東京都統計 4 ]  |
| 1971年（昭和46年） | 31,134 | 未 開 業   | [ 東京都統計 5 ]  |
| 1972年（昭和47年） | 31,751 | 未 開 業   | [ 東京都統計 6 ]  |
| 1973年（昭和48年） | 33,121 | 未 開 業   | [ 東京都統計 7 ]  |
| 1974年（昭和49年） | 35,959 | 未 開 業   | [ 東京都統計 8 ]  |
| 1975年（昭和50年） | 37,347 | 未 開 業   | [ 東京都統計 9 ]  |
| 1976年（昭和51年） | 38,726 | 未 開 業   | [ 東京都統計 10 ] |
| 1977年（昭和52年） | 40,893 | 未 開 業   | [ 東京都統計 11 ] |
| 1978年（昭和53年） | 40,871 | 未 開 業   | [ 東京都統計 12 ] |
| 1979年（昭和54年） | 40,937 | 未 開 業   | [ 東京都統計 13 ] |
| 1980年（昭和55年） | 42,219 | 未 開 業   | [ 東京都統計 14 ] |
| 1981年（昭和56年） | 43,707 | 未 開 業   | [ 東京都統計 15 ] |
| 1982年（昭和57年） | 44,726 | 未 開 業   | [ 東京都統計 16 ] |
| 1983年（昭和58年） | 45,721 | 未 開 業   | [ 東京都統計 17 ] |
| 1984年（昭和59年） | 47,378 | 未 開 業   | [ 東京都統計 18 ] |
| 1985年（昭和60年） | 47,868 | 未 開 業   | [ 東京都統計 19 ] |
| 1986年（昭和61年） | 49,005 | 未 開 業   | [ 東京都統計 20 ] |
| 1987年（昭和62年） | 50,415 | 未 開 業   | [ 東京都統計 21 ] |
| 1988年（昭和63年） | 48,403 | 未 開 業   | [ 東京都統計 22 ] |
| 1989年（平成元年） | 46,882 | 未 開 業   | [ 東京都統計 23 ] |
| 1990年（平成02年） | 47,151 | 未 開 業   | [ 東京都統計 24 ] |
| 1991年（平成03年） | 47,434 | 未 開 業   | [ 東京都統計 25 ] |
| 1992年（平成04年） | 48,014 | 未 開 業   | [ 東京都統計 26 ] |
| 1993年（平成05年） | 48,307 | 未 開 業   | [ 東京都統計 27 ] |
| 1994年（平成06年） | 46,896 | 未 開 業   | [ 東京都統計 28 ] |
| 1995年（平成07年） | 45,426 | 未 開 業   | [ 東京都統計 29 ] |
| 1996年（平成08年） | 44,970 | 未 開 業   | [ 東京都統計 30 ] |
| 1997年（平成09年） | 44,633 | 未 開 業   | [ 東京都統計 31 ] |
| 1998年（平成10年） | 44,874 | 未 開 業   | [ 東京都統計 32 ] |
| 1999年（平成11年） | 43,511 | 未 開 業   | [ 東京都統計 33 ] |
| 2000年（平成12年） | 44,216 | 16,773     | [ 東京都統計 34 ] |

### 年度別1日平均乗車人員（2001年以降）
近年の1日平均乗車人員の推移は下表の通り。
| 年度               | 営団 / 東京メトロ | 都営地下鉄 | 出典              |
| ------------------ | ----------------- | ---------- | ----------------- |
| 2001年（平成13年） | 49,318            | 23,808     | [ 東京都統計 35 ] |
| 2002年（平成14年） | 49,444            | 26,737     | [ 東京都統計 36 ] |
| 2003年（平成15年） | 48,740            | 28,533     | [ 東京都統計 37 ] |
| 2004年（平成16年） | 48,299            | 29,266     | [ 東京都統計 38 ] |
| 2005年（平成17年） | 48,586            | 30,452     | [ 東京都統計 39 ] |
| 2006年（平成18年） | 50,370            | 32,529     | [ 東京都統計 40 ] |
| 2007年（平成19年） | 52,686            | 35,342     | [ 東京都統計 41 ] |
| 2008年（平成20年） | 52,912            | 36,600     | [ 東京都統計 42 ] |
| 2009年（平成21年） | 51,942            | 36,095     | [ 東京都統計 43 ] |
| 2010年（平成22年） | 52,110            | 36,493     | [ 東京都統計 44 ] |
| 2011年（平成23年） | 51,879            | 36,036     | [ 東京都統計 45 ] |
| 2012年（平成24年） | 53,505            | 37,715     | [ 東京都統計 46 ] |
| 2013年（平成25年） | 54,405            | 38,899     | [ 東京都統計 47 ] |
| 2014年（平成26年） | 55,068            | 40,010     | [ 東京都統計 48 ] |
| 2015年（平成27年） | 57,464            | 42,231     | [ 東京都統計 49 ] |
| 2016年（平成28年） | 58,427            | 43,073     | [ 東京都統計 50 ] |
| 2017年（平成29年） | 59,282            | 43,878     | [ 東京都統計 51 ] |
| 2018年（平成30年） | 59,170            | 43,903     | [ 東京都統計 52 ] |
| 2019年（令和元年） | 58,639            | 44,389     | [ 東京都統計 53 ] |
| 2020年（令和02年） |                   | 31,434     |                   |
| 2021年（令和03年） |                   | 31,758     |                   |
| 2022年（令和04年） |                   | 34,372     |                   |
| 2023年（令和05年） |                   | 37,926     |                   |

備考
1. ↑  1967年9月14日開業。開業日から翌年3月31日までの計200日間を集計したデータ。
2. ↑  2000年12月12日開業。開業日から翌年3月31日までの計110日間を集計したデータ。

## 駅周辺
- 江東区役所 富岡出張所
  - 江東区 富岡区民館
- 深川消防署 永代出張所
- 深川スポーツセンター
- 東京海洋大学 海洋工学部キャンパス（越中島校舎：旧「東京商船大学」）
- 江東区立数矢小学校
- 江東区立臨海小学校
- 江東区立明治小学校
- 江東区立深川第二中学校
- 富岡八幡宮
- 成田山東京別院深川不動堂（深川不動尊）
- 深川公園
- 越中島公園
- 江東牡丹一郵便局
- 江東牡丹郵便局
- 深川一郵便局
- 江東永代郵便局
- 東急ステイ 門前仲町
- ホテルリンクス
- くすりの福太郎門前仲町店
- 辰巳新道
- 澁澤シティプレイス永代 - 澁澤倉庫が所有するオフィスビル。テプコシステムズの本社などが入居。
- 永代通り
- 清澄通り
- 首都高速9号深川線
- 東日本旅客鉄道（JR東日本）京葉線 越中島駅 - 徒歩で10分ほどかかる。
- オオゼキ門仲牡丹店

## バス路線

### 路線バス
駅直上の門前仲町交差点周辺に門前仲町停留所が設けられている。また北側の6番出入口付近にある門前仲町二丁目停留所、東側の1・2番出入口付近にある不動尊前停留所も利用可能。いずれの路線も東京都交通局（都営バス）により運行されている。
| のりば         | 系統・行先                                                                   | 備考                       |
| 門前仲町二丁目 | 門前仲町二丁目                                                               | 門前仲町二丁目             |
| -------------- | ---------------------------------------------------------------------------- | -------------------------- |
| 1              | 門33：豊海水産埠頭                                                           |                            |
| 門前仲町       |                                                                              |                            |
| 2              | - 門33：豊海水産埠頭 - 急行06（江東区深川シャトル）：日本科学未来館          | 「急行06」は土休日のみ運行 |
| 3              | 都07・東22：錦糸町駅前                                                       |                            |
| 4              | - 門21：東大島駅前 - 門33：亀戸駅前 - 急行06（江東区深川シャトル）：森下駅前 | 「急行06」は土休日のみ運行 |
| 5              | 海01(KM01)：東京テレポート駅前・有明一丁目・台場二丁目                       |                            |
| 6              | 門19：深川車庫前・東京ビッグサイト                                           |                            |
| 7              | 東22：東京駅丸の内北口                                                       |                            |
| 不動尊前       |                                                                              |                            |
| －             | 都07・東22：錦糸町駅前                                                       |                            |
| －             | - 都07：門前仲町 - 東22：東京駅丸の内北口                                    |                            |

### 水上バス

#### 八丁堀
当駅4番出入口から 東京水辺ライン越中島発着場 は徒歩約10分､駅南方の相生橋の手前の隅田川沿いにある｡
- 東京水辺ライン（東京都公園協会）
  - 浅草･お台場クルーズ（毎日運航）：両国行
  - 隅田リバー台場（土･日･祝日は定期運航､平日は不定期運航）：お台場海浜公園行
  - 江戸東京ぶらり旅（特定日運航）：両国行
  - いちにちゆらり旅（特定日運航）：両国行

## 隣の駅
東京地下鉄（東京メトロ）
 東西線（東陽町以西は全列車が各駅に停車）
茅場町駅 (T 11) - 門前仲町駅 (T 12) - 木場駅 (T 13)
東京都交通局（都営地下鉄）
 都営大江戸線
清澄白河駅 (E 14) - 門前仲町駅 (E 15) - 月島駅 (E 16)

#### 利用状況に関する出典
地下鉄の統計データ
1. ↑  レポート - 関東交通広告協議会
2. ↑  東京都統計年鑑 - 東京都

東京地下鉄の1日平均利用客数
1. 1 2 3  “各駅の乗降人員ランキング”.   東京地下鉄. 2025年6月23日時点のオリジナルよりアーカイブ。2025年6月27日閲覧。
2. ↑  “各駅の乗降人員ランキング(2020年度)”.   東京地下鉄. 2023年6月27日閲覧。
3. ↑  “各駅の乗降人員ランキング(2021年度)”.   東京地下鉄. 2023年6月27日閲覧。
4. ↑  “各駅の乗降人員ランキング(2022年度)”.   東京地下鉄. 2024年6月24日閲覧。
5. ↑  “各駅の乗降人員ランキング(2023年度)”.   東京地下鉄. 2025年6月27日閲覧。

東京都交通局 各駅乗降人員
1. 1 2 3 4  “事業概要（令和6年度版）” (pdf).   東京都交通局. p. 80-81. 2025年1月19日時点のオリジナルよりアーカイブ。2025年1月19日閲覧。
2. 1 2  “各駅乗降人員一覧｜東京都交通局”.   東京都交通局. 2021年11月4日時点のオリジナルよりアーカイブ。2022年11月13日閲覧。
3. 1 2  “各駅乗降人員一覧｜東京都交通局”.   東京都交通局. 2022年11月12日時点のオリジナルよりアーカイブ。2022年11月13日閲覧。
4. 1 2  令和4年度 運輸統計年報 (PDF) (Report). 東京都交通局. 2023年11月3日時点のオリジナル (pdf)よりアーカイブ. 2023年11月3日閲覧. {{cite report}}: |archive-date=と|archive-url=の日付が異なります。（もしかして：2023年11月2日） (説明)

東京都統計年鑑
1. ↑  昭和42年
2. ↑  昭和43年
3. ↑  昭和44年
4. ↑  昭和45年
5. ↑  昭和46年
6. ↑  昭和47年
7. ↑  昭和48年
8. ↑  昭和49年
9. ↑  昭和50年
10. ↑  昭和51年
11. ↑  昭和52年
12. ↑  昭和53年
13. ↑  昭和54年
14. ↑  昭和55年
15. ↑  昭和56年
16. ↑  昭和57年
17. ↑  昭和58年
18. ↑  昭和59年
19. ↑  昭和60年
20. ↑  昭和61年
21. ↑  昭和62年
22. ↑  昭和63年
23. ↑  平成元年
24. ↑  平成2年
25. ↑  平成3年
26. ↑  平成4年
27. ↑  平成5年
28. ↑  平成6年
29. ↑  平成7年
30. ↑  平成8年
31. ↑  平成9年
32. ↑  平成10年 (PDF)
33. ↑  平成11年 (PDF)
34. ↑  平成12年
35. ↑  平成13年
36. ↑  平成14年
37. ↑  平成15年
38. ↑  平成16年
39. ↑  平成17年
40. ↑  平成18年
41. ↑  平成19年
42. ↑  平成20年
43. ↑  平成21年
44. ↑  平成22年
45. ↑  平成23年
46. ↑  平成24年
47. ↑  平成25年
48. ↑  平成26年
49. ↑  平成27年
50. ↑  平成28年
51. ↑  平成29年
52. ↑  平成30年
53. ↑  平成31年・令和元年